# Triumph 15/50
La 15/50, o Fifteen, è stata un'autovettura prodotta dalla Triumph dal 1926 al 1930.

## Storia
Il modello aveva installato un motore a quattro cilindri in linea a valvole laterali da 2.169 cm³ di cilindrata.
La 15/50 e la 13/35 sono state le prime vetture britanniche prodotte in serie ad aver installato i freni idraulici sulle quattro ruote. L'impianto frenante era della Lockheed Wagner. Il cambio era manuale a tre rapporti, e la sua leva di comando era installata al centro dell'abitacolo. Il motore era montato anteriormente, mentre la trazione era posteriore. La carrozzeria era disponibile in versione berlina due o quattro porte. Le sospensioni erano a balestra sulle quattro ruote.
La 15/50 fu successo per la Triumph, dato che ne vennero assemblati circa 2.000 esemplari. Tra i mercati d'esportazione ci furono l'Australia e la Nuova Zelanda.
Al 2012 sono sopravvissuti due esemplari, ed entrambi appartengono allo stesso proprietario dal 1959.